# Constanza Maral
Constanza Maral (Santa Fe, 20 de mayo de 1950) es una directora teatral, dirigente y actriz argentina de extensa trayectoria artística en cine, teatro y televisión.

## Carrera
Constanza Maral es una actriz comicodramática con una vasta trayectoria en el medio escénico. Con su bello rostro y sus característicos ojos  supo secundar en la pantalla chica a grandes estrellas en decenas de telenovelas, uno de sus papeles más conocidos es el de Alegría Soriano en la telenovela Amándote junto a Arnaldo André, y su segunda parte en 1990.
En cine actuó junto a primer figuras de la época de gloria de la cinematografía argentina como Pepe Soriano, Alberto Olmedo, Jorge Porcel, Susana Giménez, Fernando Siro, Mabel Manzotti, María Rosa Fugazot, Ethel Rojo, entre otros.
Actualmente es una dirigente de artistas ya que se desempeña como Secretaria de Cultura de la Asociación Argentina de Actores.

## Cine
- 1973: Adiós Alejandra.
- 1975: Mi novia el....
- 1975: Maridos en vacaciones.
- 1979: Los drogadictos.
- 1979: El rey de los exhortos.
- 1983: El poder de la censura.
- 1984: Otra esperanza.
- 1987: Después de ayer.[3]
- 2016: El peor día de mi vida.
- 2022: El último hereje.

## Televisión
- 1968: El amor tiene cara de mujer.
- 1970/1971: Soledad, un destino sin amor.
- 1972: Todobroma.
- 1972: El soldado Chamamé.
- 1973: Los protagonistas.
- 1973: Cacho de la esquina.
- 1980: Llena de amor.
- 1980/1981: Calabromas.
- 1980: Hola pelusa.
- 1980: Romina
- 1981: El show de Carlitos Balá.
- 1981: Luciana
- 1981/1982: Lo imperdonable.
- 1982: Viva América.
- 1983: Costa Sur.
- 1984: Yolanda Luján.
- 1985: Sábados de comedia.
- 1986: Libertad condicionada.
- 1986: Polenta.
- 1987: Ficciones.
- 1987: Las mil y una de Sapag.
- 1988: Amándote.
- 1988: Las comedias de Darío Vittori.
- 1988: Macho Pezoa
- 1990: Amándote II .
- 1991: La bonita página.
- 1991: Ríos de Fuego
- 1993: Alta Comedia.
- 1993: Dónde estás amor de mi vida que no te puedo encontrar.
- 1994/1995: El día que me quieras.
- 2000: Ilusiones (compartidas).[4]

## Teatro
- Casa de muñecas (1975), de Henrik Ibsen.
- Mujeres (1979)
- Según pasan las botas (1983)
- Seis macetas y un solo balcón (1985) de Rodolfo Paganin.
- Sueños de un naufrago (1985), de Sergio Renán.[5]
- Camille (1986)
- El agua y el aceite (1993), junto a Ana María Picchio.
- Crímenes del corazón
- Paternoster (2003)
- Reflejo en tu reflejo (2003)
- Ficciones derrumbadas (2003)
- La gaviota (2006)
- Lejos de Moscú (2006)
- Allá donde fuéramos (2010)

Como directora:
- Pedir demasiado (2010)
- Allá donde fuéramos (2010)[6]